# Końskie Łby
Końskie Łby (deutsch Pferdekopfsteine, tschechisch Koňské hlavy) ist die polnische Bezeichnung einer Gruppe von drei Granitfelsen im westlichen Teil des Schlesischen Kamms des Riesengebirges in Polen.

## Lage
Die Felsen liegen auf einer Höhe von ca. 1290 m über dem Meeresspiegel am Rand einer Abflachung unterhalb des Gipfels auf der Nordseite des Reifträgers (polnisch Szrenica, tschechisch Jínonoš – 1362 m). Dank ihrer Höhe von bis zu 15 Metern sind sie von Szklarska Poręba (Schreiberhau), das etwa 3 km am Fuß des Berges liegt, gut vor der Reifträgerbaude zu erkennen.

## Namen
Die Übersetzungen aus dem Polnischen und dem Tschechischen sprechen jeweils von „Pferdeköpfen“, anders als im Deutschen in der Pluralform, obwohl nur einer der Felsen eine ausgesprochene Ähnlichkeit mit einem Pferdekopf besitzt. So oder so hat sich um die Form eine Legende gebildet. Sie besagt, dass ein Raubritter zusammen mit seinen Pferden als Strafe für seine ehrlosen Taten in Steine verwandelt und über das Riesengebirge verstreut wurde.

## Entstehung
Nun gibt es aber auch andere Erklärungen für die vielen, meist stark zerklüfteten Felsaufschlüsse, die entlang des Schlesischen Kamms zu finden sind. Die heutige Form der Felsen ist das Ergebnis komplexer und lang währender Vorgänge, die von einer weiträumigen Abtragung von Oberflächengestein und der anschließenden Verwitterung des Tiefengesteins geprägt sind.
Besonders während der letzten Eiszeit sorgten wiederholtes Gefrieren und Auftauen des Wassers zwischen den Gesteinsritzen für immer tiefer werdende Klüfte entlang der natürlichen Bruchkanten. Diese treten im so genannten orthogonalen Kluftsystem rechtwinklig auf und führten zu der für das Riesengebirge typischen Wollsackverwitterung.
Das wechselnde Gefrieren und Auftauen betraf auch die über dem Dauerfrostboden liegenden Bodenschichten und führte zu einem „Bodenfließen“ genannten Phänomen, das für den Abtransport des durch die Frostsprengung zerkleinerten Gesteinsmaterials hangabwärts verantwortlich war. So erklärt sich, weshalb die Felsen als Aufschlüsse – laienhaft ausgedrückt – isoliert liegen blieben. Geomorphologisch wird die Felsformation dem Typ Tor zugeordnet (namensgebend sind die Tors genannten Felstürme in Dartmoor/England).

## Tourismus und Naturschutz
Die Felsgruppe ist an allen Seiten von Latschenkiefern umgeben und befindet sich auf dem Gebiet des polnischen Nationalparks Karkonoski Park Narodowy (KPN). Dies bedeutet unter anderem, dass befestigte Wege nicht verlassen werden dürfen, ein Besteigen ist aber auch gar nicht notwendig.
Bei den Pferdeköpfen bietet sich ein weites Panorama über das Isergebirge, Szklarska Poręba und den großen Talkessel des Hirschberger Tals (polnisch Kotlina Jeleniogórska). Sie gehören daher zu den meistbesuchten Felsen des Riesengebirges.
Die Wanderwege in der Umgebung sind markiert:

▬ Schwarz – dieser Weg führt zu der 400 m entfernten Reifträgerbaude. 

▬ Grün gekennzeichnet kommt ein Weg von Jakuszyce (Jakobsthal) über die 800 m nordwestlich gelegene „Hala Szrenicka“ (Grenzwiese) und führt weiter auf den Reifträgergipfel. Wer den Weg zu Ende geht, stößt auf den rot markierten Kammweg.

▬ Rot – der Weg mit diesem Wegzeichen trägt auch den Namen „Weg der polnisch-tschechischen Freundschaft“ und führt ostwärts zu den Trzy Świnki (deutsch Sausteine, tschechisch Svinské kameny), einer weiteren Felsformation in der Nähe.